# Szaturnusz-díj a legjobb filmthrillernek
A legjobb filmthrillernek járó Szaturnusz-díjat évente adja át az Academy of Science Fiction, Fantasy & Horror Films szervezet, a 2014-es, 40. díjátadó óta.
A thriller műfajába tartozó filmeket 1994 és 2010 között a legjobb akciófilm, kalandfilm vagy filmthriller kategórián belül díjazták. 2010 és 2012 között a thrillerek átkerültek a legjobb horrorfilm vagy filmthriller kategóriába, majd a 2013-as filmes évtől kezdve vált a filmthrillerek értékelése önálló kategóriává.

## Győztesek és jelöltek
Győztes film
- – Oscar-nyertes mű legjobb film kategóriában
- – Oscarra jelölt mű legjobb film kategóriában

(MEGJEGYZÉS: Az Év oszlop az adott film bemutatási évére utal, a tényleges díjátadó ceremóniát a következő évben rendezték meg.)

### 2010-es évek
| Év                       | Magyar cím                            | Eredeti cím                               |
| ------------------------ | ------------------------------------- | ----------------------------------------- |
| 2013 (40. díjátadó)      | Z világháború                         | World War Z                               |
| 2013 (40. díjátadó)      | Fogságban                             | Prisoners                                 |
| 2013 (40. díjátadó)      | A hívás                               | The Call                                  |
| 2013 (40. díjátadó)      | A Kelet                               | The East                                  |
| 2013 (40. díjátadó)      | Szemfényvesztők                       | Now You See Me                            |
| 2013 (40. díjátadó)      | Túl a fenyvesen                       | The Place Beyond the Pines                |
| 2014 (41. díjátadó)      | Holtodiglan                           | Gone Girl                                 |
| 2014 (41. díjátadó)      | Amerikai mesterlövész                 | American Sniper                           |
| 2014 (41. díjátadó)      | A védelmező                           | The Equalizer                             |
| 2014 (41. díjátadó)      | The Guest                             |                                           |
| 2014 (41. díjátadó)      | Kódjátszma                            | The Imitation Game                        |
| 2014 (41. díjátadó)      | Éjjeli féreg                          | Nightcrawler                              |
| 2015 (42. díjátadó)      | Kémek hídja                           | Bridge of Spies                           |
| 2015 (42. díjátadó)      | Fekete mise                           | Black Mass                                |
| 2015 (42. díjátadó)      | Az ajándék                            | The Gift                                  |
| 2015 (42. díjátadó)      | Aljas nyolcas                         | The Hateful Eight                         |
| 2015 (42. díjátadó)      | Mr. Holmes                            | Mr. Holmes                                |
| 2015 (42. díjátadó)      | Sicario – A bérgyilkos                | Sicario                                   |
| 2016 (43. díjátadó)      | Cloverfield Lane 10                   | 10 Cloverfield Lane                       |
| 2016 (43. díjátadó)      | A préri urai                          | Hell or High Water                        |
| 2016 (43. díjátadó)      | Jason Bourne                          | Jason Bourne                              |
| 2016 (43. díjátadó)      | Széttörve                             | Split                                     |
| 2016 (43. díjátadó)      | A könyvelő                            | The Accountant                            |
| 2016 (43. díjátadó)      | A lány a vonaton                      | The Girl on the Train                     |
| 2016 (43. díjátadó)      | A zátony                              | The Shallows                              |
| 2017 (44. díjátadó)      | Három óriásplakát Ebbing határában    | Three Billboards Outside Ebbing, Missouri |
| 2017 (44. díjátadó)      | Büntető ököl                          | Brawl in Cell Block 99                    |
| 2017 (44. díjátadó)      | Gyilkosság az Orient expresszen       | Murder on the Orient Express              |
| 2017 (44. díjátadó)      | A Pentagon titkai                     | The Post                                  |
| 2017 (44. díjátadó)      | Suburbicon – Tiszta udvar, rendes ház | Suburbicon                                |
| 2017 (44. díjátadó)      | Wind River – Gyilkos nyomon           | Wind River                                |
| 2018/2019 (45. díjátadó) | Húzós éjszaka az El Royale-ban        | Bad Times at the El Royale                |
| 2018/2019 (45. díjátadó) | Irgalmatlan szamaritánus              | Bad Samaritan                             |
| 2018/2019 (45. díjátadó) | Pusztító                              | Destroyer                                 |
| 2018/2019 (45. díjátadó) | Kegyetlen zsaruk                      | Dragged Across Concrete                   |
| 2018/2019 (45. díjátadó) | Ördögi csapda                         | Greta                                     |
| 2018/2019 (45. díjátadó) | Mami                                  | Ma                                        |
| 2018/2019 (45. díjátadó) | Keresés                               | Searching                                 |
| 2019/2020 (46. díjátadó) | Tőrbe ejtve                           | Knives Out                                |
| 2019/2020 (46. díjátadó) | Az 5 bajtárs                          | Da 5 Bloods                               |
| 2019/2020 (46. díjátadó) | A hazugság művészete                  | The Good Liar                             |
| 2019/2020 (46. díjátadó) | Az ír                                 | The Irishman                              |
| 2019/2020 (46. díjátadó) | Mank                                  | Mank                                      |
| 2019/2020 (46. díjátadó) | Csiszolatlan gyémánt                  | Uncut Gems                                |

### 2020-as évek
| Év                       | Magyar cím                  | Eredeti cím                       |
| ------------------------ | --------------------------- | --------------------------------- |
| 2021/2022 (50. díjátadó) | Rémálmok sikátora           | Nightmare Alley                   |
| 2021/2022 (50. díjátadó) | Rohammentő                  | Ambulance                         |
| 2021/2022 (50. díjátadó) | Az Északi                   | The Northman                      |
| 2021/2022 (50. díjátadó) | Idő                         | Old                               |
| 2021/2022 (50. díjátadó) | Outfit                      | The Outfit                        |
| 2021/2022 (50. díjátadó) | Disznó                      | Pig                               |
| 2022/2023 (51. díjátadó) | Oppenheimer                 | Oppenheimer                       |
| 2022/2023 (51. díjátadó) | Nincs baj, drágám           | Don't Worry Darling               |
| 2022/2023 (51. díjátadó) | Tőrbe ejtve – Az üveghagyma | Glass Onion: A Knives Out Mystery |
| 2022/2023 (51. díjátadó) | The Lesson                  |                                   |
| 2022/2023 (51. díjátadó) | A menü                      | The Menu                          |
| 2022/2023 (51. díjátadó) | Kopogás a kunyhóban         | Knock at the Cabin                |
| 2023/2024 (52. díjátadó) |                             | Strange Darling                   |
| 2023/2024 (52. díjátadó) | Vészjelzés                  | Blink Twice                       |
| 2023/2024 (52. díjátadó) | Polgárháború                | Civil War                         |
| 2023/2024 (52. díjátadó) | Saltburn                    | Saltburn                          |
| 2023/2024 (52. díjátadó) | Szádra ne vedd              | Speak No Evil                     |
| 2023/2024 (52. díjátadó) | Két magányos farkas         | Wolfs                             |

## Fordítás
- Ez a szócikk részben vagy egészben  a   Saturn Award for Best Thriller Film című angol Wikipédia-szócikk fordításán alapul.  Az eredeti cikk szerkesztőit annak laptörténete sorolja fel. Ez a jelzés csupán a megfogalmazás eredetét és a szerzői jogokat jelzi, nem szolgál a cikkben szereplő információk forrásmegjelöléseként.